# Caster Semenya
Mokgadi Caster Semenya (Polokwane, 7 gennaio 1991) è una mezzofondista e velocista sudafricana, due volte campionessa olimpica degli 800 metri piani (nel 2012 e 2016), nonché tre volte campionessa mondiale della stessa specialità (nel 2009, 2011 e 2017).

## Biografia
Nel 2008 partecipa ai Campionati del mondo juniores, senza tuttavia superare le batterie degli 800 m, e ai Giochi giovanili del Commonwealth, vincendo la gara sulla medesima distanza. Nel 2009 conquista la medaglia d'oro negli 800 e nei 1500 metri piani ai Campionati africani juniores. Nel corso dello stesso anno vince con il tempo di 1'55"45 la gara degli 800 m ai Campionati mondiali, disputati a Berlino, stabilendo il nuovo record nazionale sudafricano e la miglior prestazione mondiale stagionale.
Al termine dei mondiali, al fine di dissipare le voci sul suo effettivo sesso, la IAAF richiede chiarimenti alla federazione sudafricana di atletica leggera e dispone un test del sesso sull'atleta. I risultati ufficiali del test non vengono resi noti, allo scopo di tutelare la privacy dell'atleta, ma nel luglio 2010, dopo aver ricevuto le conclusioni di un'apposita commissione di esperti medici, la IAAF stabilisce che la Semenya potrà tornare a gareggiare con effetto immediato.
Il 27 luglio 2012 viene scelta come portabandiera per il Sudafrica alla cerimonia di apertura dei Giochi della XXX Olimpiade a Londra. Nel dicembre 2015 si sposa con la fidanzata Violet Raseboya. Nel 2018 diventa la prima atleta di sempre capace di detenere un primato personale inferiore ai 50 secondi nei 400 metri piani, inferiore ai 2 minuti negli 800 metri piani e inferiore ai 4 minuti nei 1500 metri piani.
Nel 2019 Caster Semenya presenta ricorso presso il Tribunale Arbitrale dello Sport contro la nuova normativa introdotta dalla IAAF che prevede che le atlete che superino il limite di 5 nanomoli di testosterone per litro di sangue debbano ridurre il valore del proprio testosterone intraprendendo uno specifico trattamento farmacologico, al fine di poter gareggiare negli eventi internazionali sulle distanze che vanno dai 400 m al miglio. In seguito alla decisione da parte del TAS di convalidare la nuova norma, la federazione sudafricana si appella al Tribunale federale svizzero che il 3 giugno sospende temporaneamente l'applicazione del regolamento sulla limitazione del testosterone, permettendo alla Semenya di tornare a gareggiare. Tuttavia nel mese di luglio lo stesso Tribunale federale svizzero annulla la sospensione della nuova norma.
Nel settembre 2019 è ingaggiata dal JVW F.C., squadra di calcio femminile militante nella SAFA Sasol Women's League e di proprietà di Janine van Wyk.
Nel 2023 l'atleta dichiara come essere nati senza utero e con testicoli interni (situazione tipica della sindrome di Morris e di cui soffre l'atleta) non la renda meno donna e che sia vittima di un attacco politico, questo per controbattere alla World Athletics la quale con 15 anni di dati, osservazioni e informazioni direttamente dagli atleti DSD nel sport, che mostrano alti livelli di testosterone forniscono un vantaggio ingiusto nella categoria femminile.

## Record nazionali
Seniores
- 300 metri piani: 36"78 ( Johannesburg, 14 febbraio 2020)
- 400 metri piani: 49"62 ( Ostrava, 8 settembre 2018)
- 800 metri piani: 1'54"25 ( Parigi, 30 giugno 2018)
- 1000 metri piani: 2'30"70 ( Berlino, 2 settembre 2018)
- 1500 metri piani: 3'59"92 ( Doha, 4 maggio 2018)

## Progressione

### 800 metri piani
| Stagione | Tempo   | Luogo          | Data       | Rank. Mond. |
| -------- | ------- | -------------- | ---------- | ----------- |
| 2018     | 1'54"25 | Parigi         | 30-6-2018  | 1ª          |
| 2017     | 1'55"16 | Londra         | 13-8-2017  | 1ª          |
| 2016     | 1'55"28 | Rio de Janeiro | 20-8-2016  | 1ª          |
| 2015     | 1'59"59 | Pechino        | 26-8-2015  | 30ª         |
| 2014     | 2'02"66 | Roma           | 5-6-2014   | 139ª        |
| 2013     | 1'58"92 | Rieti          | 8-9-2013   | 10ª         |
| 2012     | 1'57"23 | Londra         | 11-8-2012  | 4ª          |
| 2011     | 1'56"35 | Taegu          | 4-9-2011   | 2ª          |
| 2010     | 1'58"16 | Milano         | 9-9-2010   | 5ª          |
| 2009     | 1'55"45 | Berlino        | 19-8-2009  | 1ª          |
| 2008     | 2'04"23 | Pune           | 16-10-2008 | 191ª        |

## Palmarès

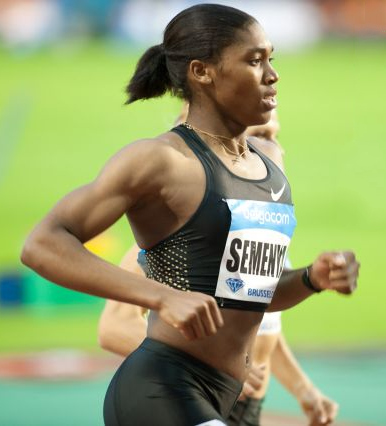
Caster Semenya nel 2010, durante il Memorial Van Damme di Bruxelles

| Anno | Manifestazione          | Sede           | Evento          | Risultato  | Prestazione | Note                                                                    |
| ---- | ----------------------- | -------------- | --------------- | ---------- | ----------- | ----------------------------------------------------------------------- |
| 2008 | Mondiali U20            | Bydgoszcz      | 800 m piani     | Batteria   | 2'11"98     |                                                                         |
| 2009 | Campionati africani U20 | Bambous        | 800 m piani     | Oro        | 1'56"72     |                                                                         |
| 2009 | Campionati africani U20 | Bambous        | 1500 m piani    | Oro        | 4'08"01     |                                                                         |
| 2009 | Mondiali                | Berlino        | 800 m piani     | Oro        | 1'55"45     | Miglior prestazione mondiale stagionale                                 |
| 2011 | Mondiali                | Taegu          | 800 m piani     | Oro        | 1'56"35     | Miglior prestazione personale stagionale                                |
| 2012 | Giochi olimpici         | Londra         | 800 m piani     | Oro        | 1'57"23     | Miglior prestazione personale stagionale                                |
| 2015 | Mondiali                | Pechino        | 800 m piani     | Semifinale | 2'03"18     |                                                                         |
| 2015 | Giochi panafricani      | Brazzaville    | 800 m piani     | Oro        | 2'00"97     |                                                                         |
| 2015 | Giochi panafricani      | Brazzaville    | 1500 m piani    | 8ª         | 4'23"00     |                                                                         |
| 2016 | Campionati africani     | Durban         | 800 m piani     | Oro        | 1'58"20     |                                                                         |
| 2016 | Campionati africani     | Durban         | 1500 m piani    | Oro        | 4'01"99     | Record dei campionati                                                   |
| 2016 | Campionati africani     | Durban         | 4×400 m         | Oro        | 3'28"49     | Record dei campionati · Record nazionale                                |
| 2016 | Giochi olimpici         | Rio de Janeiro | 800 m piani     | Oro        | 1'55"28     | Record nazionale                                                        |
| 2017 | Mondiali                | Londra         | 800 m piani     | Oro        | 1'55"16     | Miglior prestazione mondiale stagionale · Miglior prestazione personale |
| 2017 | Mondiali                | Londra         | 1500 m piani    | Bronzo     | 4'02"90     |                                                                         |
| 2018 | Giochi del Commonwealth | Gold Coast     | 800 m piani     | Oro        | 1'56"68     | Record dei Giochi                                                       |
| 2018 | Giochi del Commonwealth | Gold Coast     | 1500 m piani    | Oro        | 4'00"71     | Record dei Giochi · Record nazionale                                    |
| 2018 | Campionati africani     | Asaba          | 400 m piani     | Oro        | 49"96       | Record nazionale                                                        |
| 2018 | Campionati africani     | Asaba          | 800 m piani     | Oro        | 1'56"06     | Record dei campionati                                                   |
| 2022 | Campionati africani     | Saint Pierre   | 5000 m piani    | 6ª         | 16'03"24    |                                                                         |
| 2022 | Mondiali                | Eugene         | 5000 m piani    | Batteria   | 15'46"12    |                                                                         |
| 2023 | Mondiali di cross       | Bathurst       | Staffetta mista | 4ª         | 23'50"      |                                                                         |

## Campionati nazionali
2018
- Oro ai campionati sudafricani, 1500 m piani - 4'10"68
- Oro ai campionati sudafricani, 800 m piani - 1'57"80

2019
- Oro ai campionati sudafricani, 5000 m piani - 16'05"97
- Oro ai campionati sudafricani, 1500 m piani - 4'13"59

2021
- Oro ai campionati sudafricani, 5000 m piani - 15'52"28

2022
- Argento ai campionati sudafricani, 5000 m piani - 15'31"50

## Altre competizioni internazionali
2016
- Vincitrice della Diamond League nella specialità degli 800 m piani (60 punti)

2017
- Vincitrice della Diamond League nella specialità degli 800 m piani

2018
- Argento in Coppa continentale ( Ostrava), 400 m piani - 49"62
- Oro in Coppa continentale ( Ostrava), 800 m piani - 1'54"77
- Argento in Coppa continentale ( Ostrava), 4×400 m mista - 3'16"19
- Vincitrice della Diamond League nella specialità degli 800 m piani
- Oro al Doha Diamond League ( Doha), 1500 m piani - 3'59"92
- Oro all'ISTAF Berlin ( Berlino), 1000 m piani - 2'30"70
- Oro al Meeting de Paris ( Parigi), 800 m piani - 1'54"25
- Oro all'Herculis ( Monaco), 800 m piani - 1'54"60
- Oro al Prefontaine Classic ( Eugene), 800 m piani - 1'55"92
- Oro ai Bislett Games ( Oslo), 800 m piani - 1'57"25

2019
- Oro al Doha Diamond League ( Doha), 800 m piani - 1'54"98
- Oro al Prefontaine Classic ( Eugene), 800 m piani - 1'55"70